# 1924年パリオリンピックのフィンランド選手団
1924年パリオリンピックのフィンランド選手団（1924ねんパリオリンピックのフィンランドせんしゅだん）は、1924年5月4日から7月27日にかけてフランスの首都パリで開催された1924年パリオリンピックのフィンランド選手団、およびその競技結果。

## 概要
今大会は金メダル14個、銀メダル13個、銅メダル10個の合計37個のメダルを獲得した。

## メダル
| メダル | 選手名                                                 | 競技 | 種目                     |
| ------ | ------------------------------------------------------ | ---- | ------------------------ |
| 金     | パーヴォ・ヌルミ                                       | 陸上 | 男子1500m                |
| 金     | パーヴォ・ヌルミ                                       | 陸上 | 男子5000m                |
| 金     | ビレ・リトラ                                           | 陸上 | 男子10000m               |
| 金     | アルビン・ステンロース                                 | 陸上 | 男子マラソン             |
| 金     | ビレ・リトラ                                           | 陸上 | 男子3000m障害            |
| 金     | パーヴォ・ヌルミ ビレ・リトラ エリアス・カッツ         | 陸上 | 男子3000m団体            |
| 金     | ヨニ・ミューラ                                         | 陸上 | 男子やり投げ             |
| 金     | エーロ・レートネン                                     | 陸上 | 男子五種競技             |
| 金     | パーヴォ・ヌルミ                                       | 陸上 | 男子クロスカントリー個人 |
| 金     | パーヴォ・ヌルミ ビレ・リトラ ヘイッキ・リーマタイネン | 陸上 | 男子クロスカントリー団体 |
| 銀     | ビレ・リトラ                                           | 陸上 | 男子5000m                |
| 銀     | エリック・ビュレーン                                   | 陸上 | 男子400mハードル         |
| 銀     | エリアス・カッツ                                       | 陸上 | 男子3000m障害            |
| 銀     | ヴィルホ・ニーティマー                                 | 陸上 | 男子円盤投               |
| 銀     | ビレ・リトラ                                           | 陸上 | 男子クロスカントリー個人 |
| 銅     | エーロ・ベルグ                                         | 陸上 | 男子10000m               |
| 銅     | ビルホ・ツーロス                                       | 陸上 | 男子三段跳               |